# Симонова, Анна Степановна
Анна Степановна Симонова (31 августа 1925 год — май 2017 года) — ткачиха Ульяновского производственного объединения шерстяных предприятий Министерства лёгкой промышленности РСФСР, город Барыш Ульяновской области. Герой Социалистического Труда (1971).

## Биография
С 16-летнего возраста трудилась табельщицей, швеёй на швейной фабрике № 4 в городе Барыш. Позднее трудилась контролёром прядильного производства, ткачихой в текстильной фабрике имени Гладышева. Инициатор перехода на сверхтиповое обслуживание ткацких станков, в результате чего в цехе, где трудилась Анна Симонова, ткачихи стали обслуживать три станка вместо двух запланированных. Была наставником рабочей молодёжи.
В 1970 году досрочно выполнила личные социалистические обязательства и производственные задания Восьмой пятилетки (1966—1970). Указом Президиума Верховного Совета СССР от 5 апреля 1971 года «за выдающиеся успехи в досрочном выполнении заданий пятилетнего плана и большой творческий вклад в развитие производства тканей, трикотажа, обуви, швейных изделий и другой продукции легкой промышленности» удостоена звания Героя Социалистического Труда с вручением ордена Ленина и золотой медали «Серп и Молот».
Избиралась делегатом XXII съезда КПСС.
Проработала ткачихой более 30 лет. После выхода на пенсию проживала в городе Барыш. Была членом партии «Справедливая Россия».
Скончалась в мае 2017 года.
Награды
- Герой Социалистического Труда
- Орден Ленина
- Орден Трудового Красного Знамени